# Tähtvere
Tähtvere è un comune rurale dell'Estonia meridionale, nella contea di Tartumaa. Il centro amministrativo è il borgo (in estone alevik) di Ilmatsalu.

## Località
Oltre al capoluogo, il comune comprende un altro borgo, Märja, e 10 località (in estone küla):
Haage - Ilmatsalu - Kandiküla - Kardla - Pihva - Rahinge - Rõhu - Tähtvere - Tüki - Vorbuse